# Антоній Грабовський
Антоній Ґрабовський, або Антоній Грабовський (пол. Antoni Grabowski, 1857 — 1921) — польський інженер-хімік, поліглот, що володів 30-ма мовами, перша людина, завдяки якій відбулося спілкування мовою есперанто з її ініціатором Л. Заменгофом; перекладач поезії на мову есперанто, переважно з польської та російської мови; есперанто-поет.
Ґрабовський був автором першої поетичної збірки мовою есперанто в 1893 році «La liro de la Esperantistoj», що включала його власні твори та переклади. Його вважають батьком поезії мовою есперанто. Вірш поета «Дощовий день» переклав українською мовою Пилип Юрик.